# Бошкович, Иван
Иван Бошкович (черног. Иван Бошковић; род. 1 января 1982 года; Никшич, Югославия) — югославский и черногорский футболист, нападающий; тренер.

## Карьера
Иван Бошкович начал свою профессиональную карьеру в 1999 году в составе команды родного города — «Сутьеска». В составе «Сутьески», Бошкович выступал до середины 2004 года и за это время успел сыграть в 78 матчах и забить 27 голов. Летом того же года, он перешёл в один из известных клубов Черногории — «Будучност». Во время выступления в составе «Будучноста», он привлек внимание скаутов французского клуба «Анже» и в 2005 году он подписал контракт с французской командой. В составе «Анже», Бошкович не смог закрепиться в стартовом составе и в 2006 году вернулся в «Будучност».
Летом 2006 года национальный чемпионат Сербии и Черногории был разделен на два самостоятельные лиги и вскоре после этих изменений, Иван Бошкович переехал к сербской команде «Войводина». В составе «Войводины» он играл один сезон и за это время сыграл в десяти матчах и забил всего один гол. В следующем сезоне, Бошкович перешёл в ещё один сербский клуб «Борац» и в этом клубе он играл лишь всего один сезон и в середине 2008 года вернулся в Черногорию.
Вернувшись в Черногорию, Бошкович подписал контракт с командой «ОФК Грбаль» и выступал в составе этого клуба до конца 2010 года. За это время он сыграл в 61 матче и забил 39 голов. В начале 2011 года Иван Бошкович подписал контракт с клубом из Узбекистана, каршинским «Насафом». В том году составе «Насафа», Бошкович выиграл с командой Кубок АФК и стал лучшим бомбардиром турнира. В составе узбекского клуба он играл до конца 2012 года и за это время сыграл в 51 матче и забил 20 голов.
В начале 2013 года он подписал контракт с тайским клубом «Чонбури». В составе «Чонбури» сыграл одиннадцать матчей и забил пять голов. В середине сезона Бошкович был сдан в аренду в ещё один тайский клуб «Срирача». С начала 2014 года является игроком тайского клуба «Накхон Ратчасима». В 2015 году играл в качестве аренды в другом тайском клубе «БЕК Теро Сасана». С 2016 года игрок клуба «Сисакет», который также в Таиланде.

## Достижения

### Командные
«Войводины»
- Обладатель Кубка Сербии: 2006/2007
- Итого: 1 трофеев

«
Насаф»
- Вице-чемпион Узбекистана: 2011
- Финалист Кубка Узбекистана (2): 2011, 2012
- Обладатель Кубка АФК: 2011
- Итого: 4 трофеев

### Личные
- Лучший бомбардир Кубка АФК: 2011
- Лучший бомбардир чемпионата Черногории: 2009/10